# Thiaucourt-Regniéville
 (décembre 2024).
Si vous disposez d'ouvrages ou d'articles de référence ou si vous connaissez des sites web de qualité traitant du thème abordé ici, merci de compléter l'article en donnant les références utiles à sa vérifiabilité et en les liant à la section « Notes et références ».
Thiaucourt-Regniéville est une commune française située dans le département de Meurthe-et-Moselle, en région Grand Est.

## Géographie
La commune se trouve dans le département de Meurthe-et-Moselle, au nord de Toul. Regniéville forme une exclave séparée du chef-lieu communal par Viéville-en-Haye.

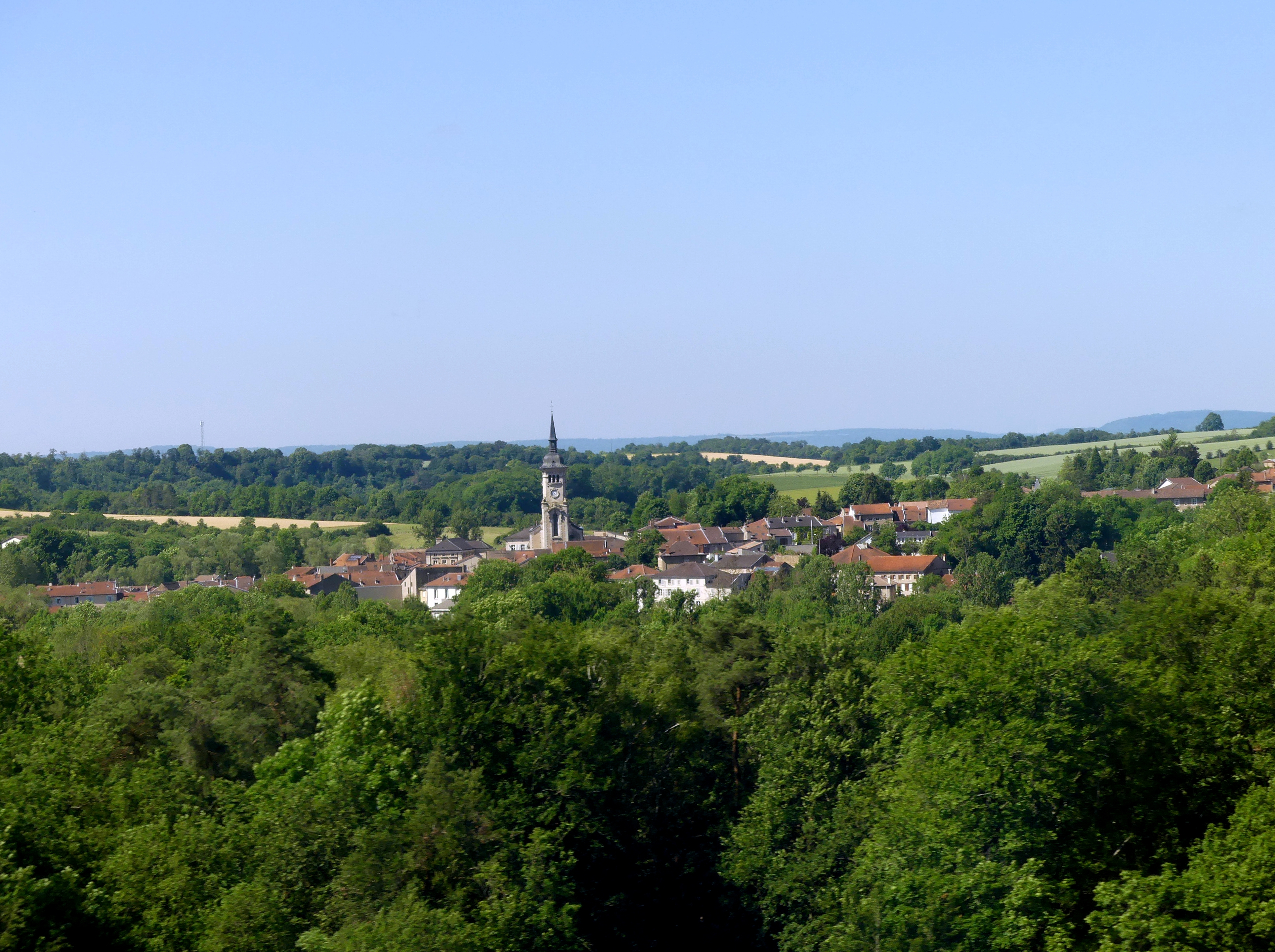
Tiaucourt-Regniéville en juin 2019.

| Xammes                |                       | Jaulny           |
| Beney-en-Woëvre Meuse | Thiaucourt-Régneville | Viéville-en-Haye |
| Bouillonville         | Euvezin               |                  |

### Hydrographie

#### Réseau hydrographique
La commune est dans le bassin versant du Rhin au sein du bassin Rhin-Meuse. Elle est drainée par le ruisseau de Trey et le ruisseau le Rupt de Mad,.
Le Rupt de Mad, d'une longueur de 55 km, prend sa source dans la commune de Geville et se jette  dans la Moselle à Novéant-sur-Moselle, après avoir traversé 21 communes. 

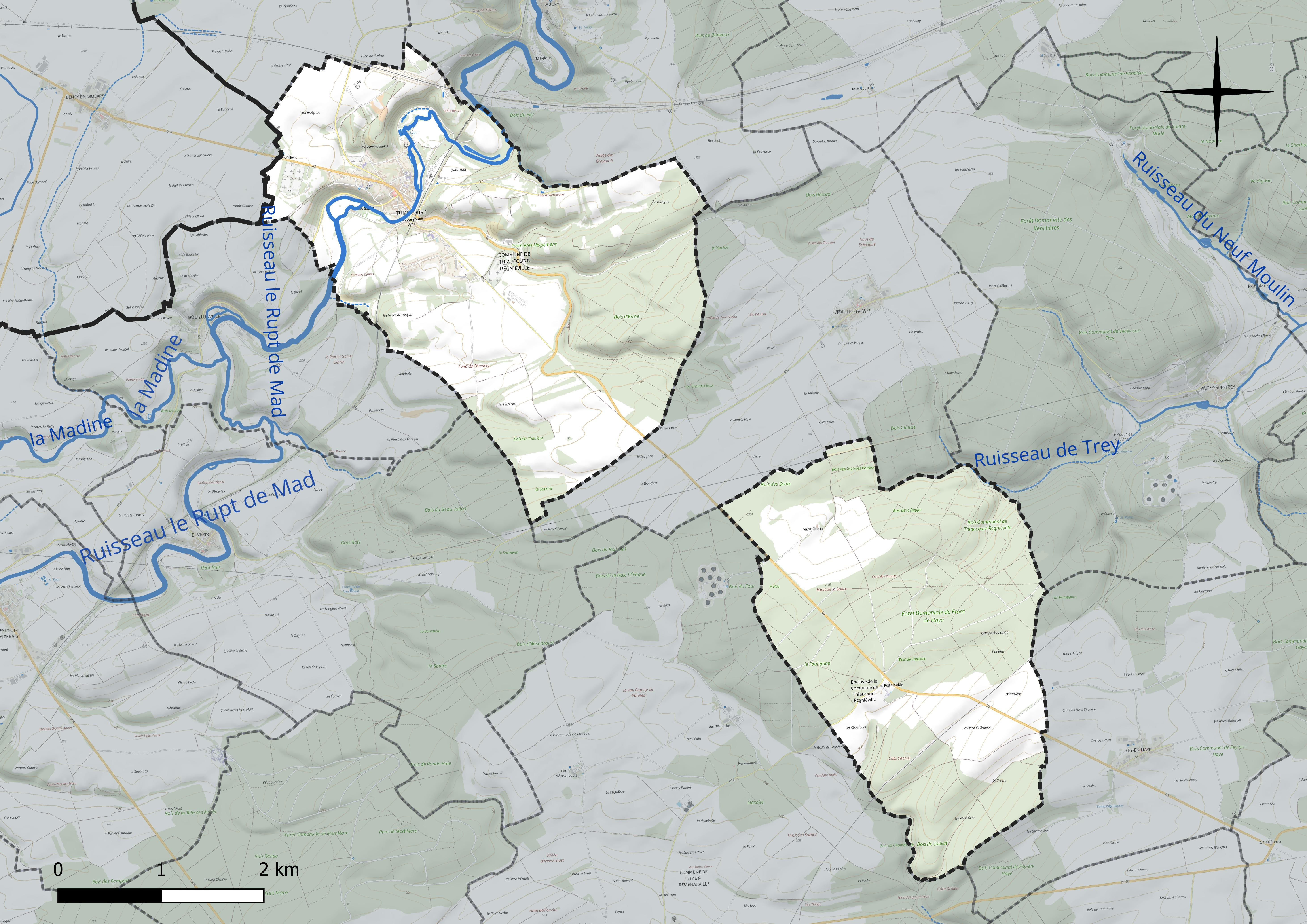
Réseau hydrographique de Thiaucourt-Regniéville.

#### Gestion et qualité des eaux
Le territoire communal est couvert par le schéma d'aménagement et de gestion des eaux (SAGE) « Rupt de Mad, Esch, Trey ». Ce document de planification concerne les bassins versants du Rupt de Mad, de l’Esch et du Trey. Le périmètre a été arrêté le 2 juin 2014, la commission locale de l'eau (CLE) a été créée le 20 juin 2017, puis modifiée le 26 mars 20210. La structure porteuse de l'élaboration et de la mise en œuvre est le Parc naturel régional de Lorraine. 
La qualité des cours d’eau peut être consultée sur un site dédié géré par les agences de l’eau et l’Agence française pour la biodiversité. 

### Climat
Pour des articles plus généraux, voir Climat du Grand Est et Climat de Meurthe-et-Moselle.
En 2010, le climat de la commune est de type climat des marges montargnardes, selon une étude du Centre national de la recherche scientifique s'appuyant sur une série de données couvrant la période 1971-2000. En 2020, Météo-France publie une typologie des climats de la France métropolitaine dans laquelle la commune est dans une zone de transition entre le climat océanique altéré et le climat océanique altéré et est dans la région climatique  Lorraine, plateau de Langres, Morvan, caractérisée par un hiver rude (1,5 °C), des vents modérés et des brouillards fréquents en automne et hiver. 
Pour la période 1971-2000, la température annuelle moyenne est de 9,5 °C, avec une amplitude thermique annuelle de 16,6 °C. Le cumul annuel moyen de précipitations est de 784 mm, avec 12,4 jours de précipitations en janvier et 8,7 jours en juillet. Pour la période 1991-2020, la température moyenne annuelle observée sur la station météorologique de Météo-France la plus proche, « Nonsard », sur la commune de Nonsard-Lamarche à 8 km à vol d'oiseau, est de 10,7 °C et le cumul annuel moyen de précipitations est de 690,8 mm. 
La température maximale relevée sur cette station est de 40,1 °C, atteinte le 25 juillet 2019 ; la température minimale est de −17 °C, atteinte le 1er mars 2005,,. 
Les paramètres climatiques de la commune ont été estimés pour le milieu du siècle (2041-2070) selon différents scénarios d'émission de gaz à effet de serre à partir des nouvelles projections climatiques de référence DRIAS-2020. Ils sont consultables sur un site dédié publié par Météo-France en novembre 2022.

## Urbanisme

### Typologie
Au 1er janvier 2024, Thiaucourt-Regniéville est catégorisée bourg rural, selon la nouvelle grille communale de densité à sept niveaux définie par l'Insee en 2022.
Elle est située hors unité urbaine et hors attraction des villes,.

### Occupation des sols
L'occupation des sols de la commune, telle qu'elle ressort de la base de données européenne d’occupation biophysique des sols Corine Land Cover (CLC), est marquée par l'importance des forêts et milieux semi-naturels (54,7 % en 2018), en diminution par rapport à 1990 (60,1 %). La répartition détaillée en 2018 est la suivante : forêts (45,2 %), terres arables (35,3 %), milieux à végétation arbustive et/ou herbacée (9,4 %), zones agricoles hétérogènes (4,8 %), zones urbanisées (3,2 %), prairies (2,1 %). L'évolution de l’occupation des sols de la commune et de ses infrastructures peut être observée sur les différentes représentations cartographiques du territoire : la carte de Cassini (XVIIIe siècle), la carte d'état-major (1820-1866) et les cartes ou photos aériennes de l'IGN pour la période actuelle (1950 à aujourd'hui).

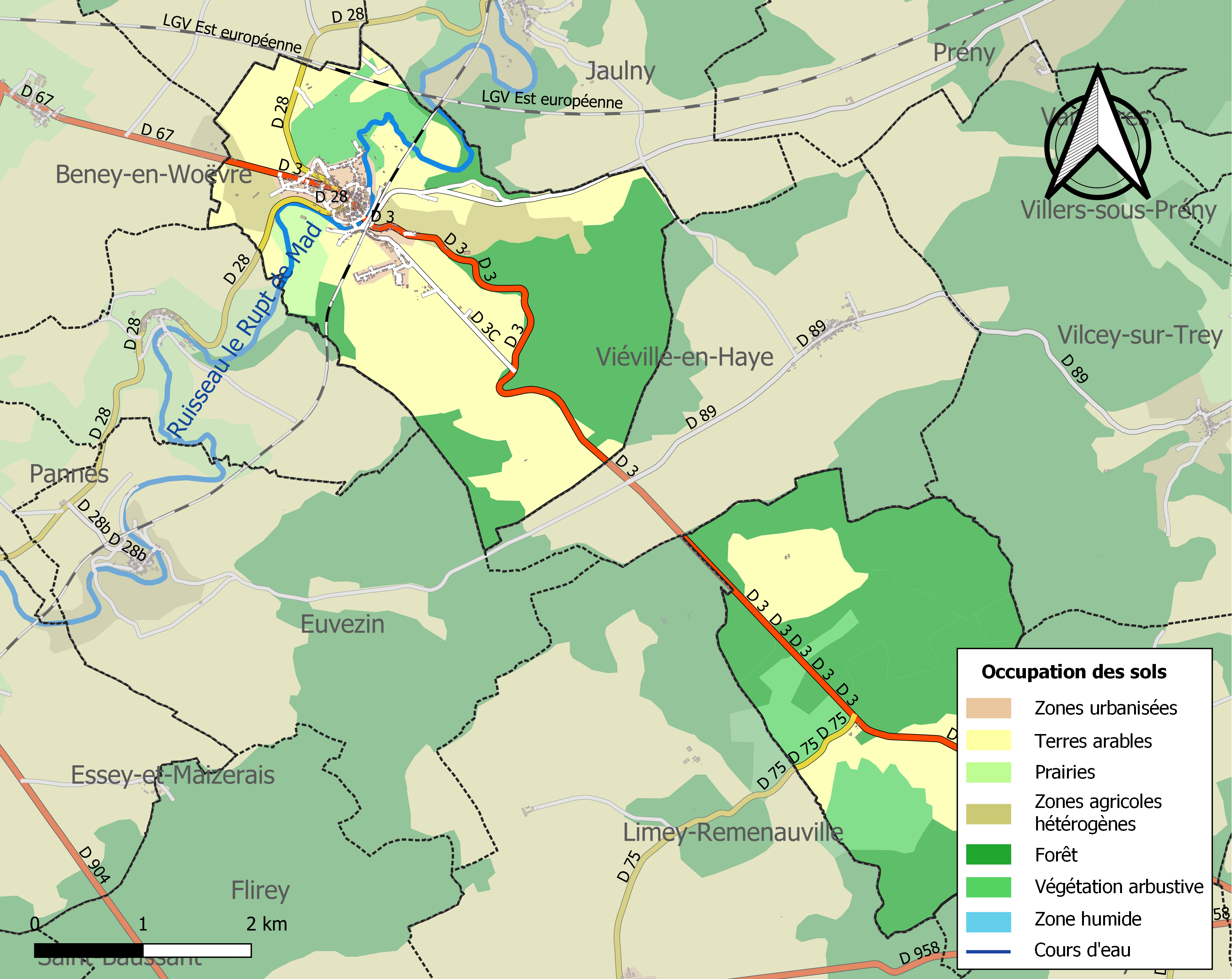
Carte des infrastructures et de l'occupation des sols de la commune en 2018 (CLC).

## Toponymie
Thiaucourt est attesté sous les formes Theaucort in pago Scarponinse, super fluviolum Magide (761) ; Alodium Tealdicurie (1053) ; Theoldi curtis (1106) ; Bovo de Theaucourt (1134) ; Thiocourt (1138) ; Thiacort (1127-1168) ; Thiaulcourt, Thialcort (1477).

Composé de thiau, ancien nom de baptême germanique theud-wald theud « peuple » et waldan « gouverner ». 
Regniéville est attesté sous les formes Rignieiville (1283) ; Rigneville (1283) ; Regnyville (1587) ; Regniéville-en-Heys (1779).

Le 1er octobre 1942, la commune de Regniéville est rattachée à la commune de Thiaucourt. Afin que le nom du village martyr perdure, le 22 décembre 1962, la commune de Thiaucourt prend le nom de Thiaucourt-Regniéville.

## Histoire
Malgré la présence de traces d'habitat pouvant remonter aux Gallo-romains, la fondation de Thiaucourt doit être attribuée au Franc Théobald qui s'installa aux temps mérovingiens sur le site, dès lors connu sous le toponyme de la Theobaldi-curtis.

### Moyen Âge
Elle fut cédée en bloc en 761 à l'abbaye de Gorze. Les possesseurs successifs de parts de territoire étant en constantes transactions pieuses avec les abbayes voisines de Saint-Benoît et de Sainte-Marie-aux-Bois, Thiaucourt et ses forêts intégrèrent définitivement le comté de Bar en 1279, lorsque Thiébaut II en obtint la propriété contre la cession aux bénédictins de Gorze de Saint-Julien-lès-Gorze, Villecey-sur-Mad et Onville.
Riche de ses bois de Woëvre que la communauté exploite déjà en 1285 et de productions viticoles appréciées (citation de 1178), l'histoire discrète de Thiaucourt sera marquée jusqu'à la Révolution par la culture de la vigne, les tribulations des temps féodaux et par l'ascension administrative. Elle se fera lentement, au détriment du chef-lieu de prévôté de Lachaussée, sous l'égide des ducs de Bar puis de Lorraine, seigneurs exclusifs du lieu jusqu'en 1789.
Une dynastie de prélats, officiers et administrateurs comtaux puis ducaux emprunte son nom au bourg barrois (archiprêtres de Gorze, chanoines, prévôts de Lachaussée, maires de Thiaucourt…). Son apogée se situe au XVIe siècle avec Didier de Thiaucourt, capitaine du château de Bar et maréchal de l'artillerie du duc René II. Elle possède longtemps une grosse tour inféodée à Bar, appuyée contre le fort de Thiaucourt et divers vignobles comme la vigne de la Clouyère. Ses armes sont « D’argent à un levron de sable passant ». Le lévrier marchant, noir sur fond blanc, mais sans le collier traditionnel de l'animal de cour, révèle le dévouement certain de la famille au souverain de Bar, corroboré par les archives, mais sans servilité excessive. La dynastie, bourgeoise à l'origine, passe lentement dans l'aristocratie de moyenne lignée. Les services de guerre rendus par un de ses membres, Vivien, donnent l'occasion au duc Robert de Bar, en 1393, de prononcer l'un des premiers anoblissements du duché. La tombe du chevalier en grand harnois pouvait se contempler jusqu'à la Révolution dans la petite église paroissiale de Prény.
Mal protégé par ses palissades et les tours de son fort, malgré sa compagnie d'arbalétriers (1333), le bourg est ravagé à plusieurs reprises au gré des conflits opposant les ducs, les cités et les évêchés. Il est, selon la chronique, soumis au pillage incendiaire notamment de Charles le Téméraire. Les documents montrent une population rendue exsangue par la peste de 1348 et évidemment la guerre de Trente Ans. Elle est régulièrement soumise aux tributs divers comme aux passages de troupes. Le duc Robert de Bar banquette ainsi chez les Thiaucourt, aux frais de l'habitant, avec le fleuron de la chevalerie barroise, la nuit du 15 au 16 décembre 1395.

### Époque moderne
Pour des raisons économiques et administratives, le bourg bénéficie d'un attrait relatif auprès des ducs. Ils prescrivent dans le courant des XVe-XVIe siècles la réalisation de l'enceinte dont les vestiges les plus significatifs (les portes) disparaissent vers 1870. Il en reste aujourd'hui un pan de courtine d'une cinquantaine de mètres et deux bastions vers l'ancienne « porte aux Loups ». Les ducs réglementent à plusieurs reprises l'usage du patrimoine forestier opulent de la communauté (notamment par le grand règlement de 1582), ils accordent foires et marchés (1462, 1573), des franchises sur les fours et pressoirs (1553), exemptent les bourgeois de la garde du château de Lachaussée et transfèrent la justice prévôtale au maire ducal (1580).
La lente conquête d’une prééminence administrative du bourg de Thiaucourt sur la forteresse de Lachaussée, gardienne des confins du duché aux bornes des évêchés de Metz et Verdun, prend fin avec les réformes révolutionnaires, après avoir connu son point culminant en 1661 puis en 1751, dates d'érection du bourg en chef-lieu de prévôté puis de bailliage. C'est ainsi que peuvent être confondues souvent deux catégories d'armoiries : celles de la cité et celles de la prévôté ou du bailliage qui lui succède. L'écu parsemé de croix recroisetées avec ses deux tours adossées des barbeaux ducaux, sont celles de la châtellenie barroise (Lachaussée puis Thiaucourt). L'écu à quatre cantons, deux avec le tau grec et la grappe de raisin au naturel et deux avec les armes de Bar, surmontées de l'enceinte citadine, sont évidemment celles de la communauté. Elles ne peuvent pas se confondre non plus avec celles de la famille de Thiaucourt, au lévrier.
Le point d'orgue de la renommée viticole de ce terroir favorisé que fut le cru de Thiaucourt se situe dans le courant des XVIIe et XVIIIe siècles, où des exportations sont attestées, en particulier à la cour des évêques de Verdun et vers la Flandre. On trouve aussi mention du vin de Thiaucourt dans les inventaires de courtisans ducaux et dans les archives des douanes intérieures des principautés lorraines pendant tout le Moyen Âge et l'époque ultérieure.

### Époque contemporaine
Après la florissance du XVIIIe siècle, où la petite ville de Thiaucourt bouillonne de l'activité de ses vignerons et de sa micro-société d'avocats, notaires et juristes, la ville prend une part très effacée mais banale aux troubles révolutionnaires.
La prospérité du vignoble thiaucourtois, dont les plus beaux fleurons sont en possession des familles bourgeoises issues de la basoche d'ancien Régime, est annihilée à son tour brutalement par les épidémies agricoles et par le désenclavement ferroviaire de la vallée du Rupt-de-Mad entre 1850 et 1900. Le vignoble, sauvé par des plants américains, perdure cependant et fait encore parler de lui. On trouve du Thiaucourt dans les communs de la cour des Windsor et sur le paquebot Normandie. Il est même très probable que du Thiaucourt a figuré sur la carte des vins du pont de troisième classe du Titanic (où il est encore…). Il est vrai que ce vin rouge, typé et charnu, avec sa culotte ovale caractéristique et propre à une conservation de durée moyenne, a parfois des saveurs proches de certains « châteaux » du Bordelais ; rien de comparable en tous cas avec les charmants vins gris du Toulois, qui sont d'une toute autre essence. Tout est ici dans le terroir local et dans son exposition exceptionnelle sur le coteau du Rupt-de-Mad. Cet atavisme donne très naturellement à son rosé une propension à virer à la champagnisation lorsqu'il est jeune et cela, sans aucune intervention extérieure. Il surprend alors par son abord fougueux et pétillant et sa mousse ressemble alors étrangement à celle du cidre.[style à revoir]

### Première Guerre mondiale

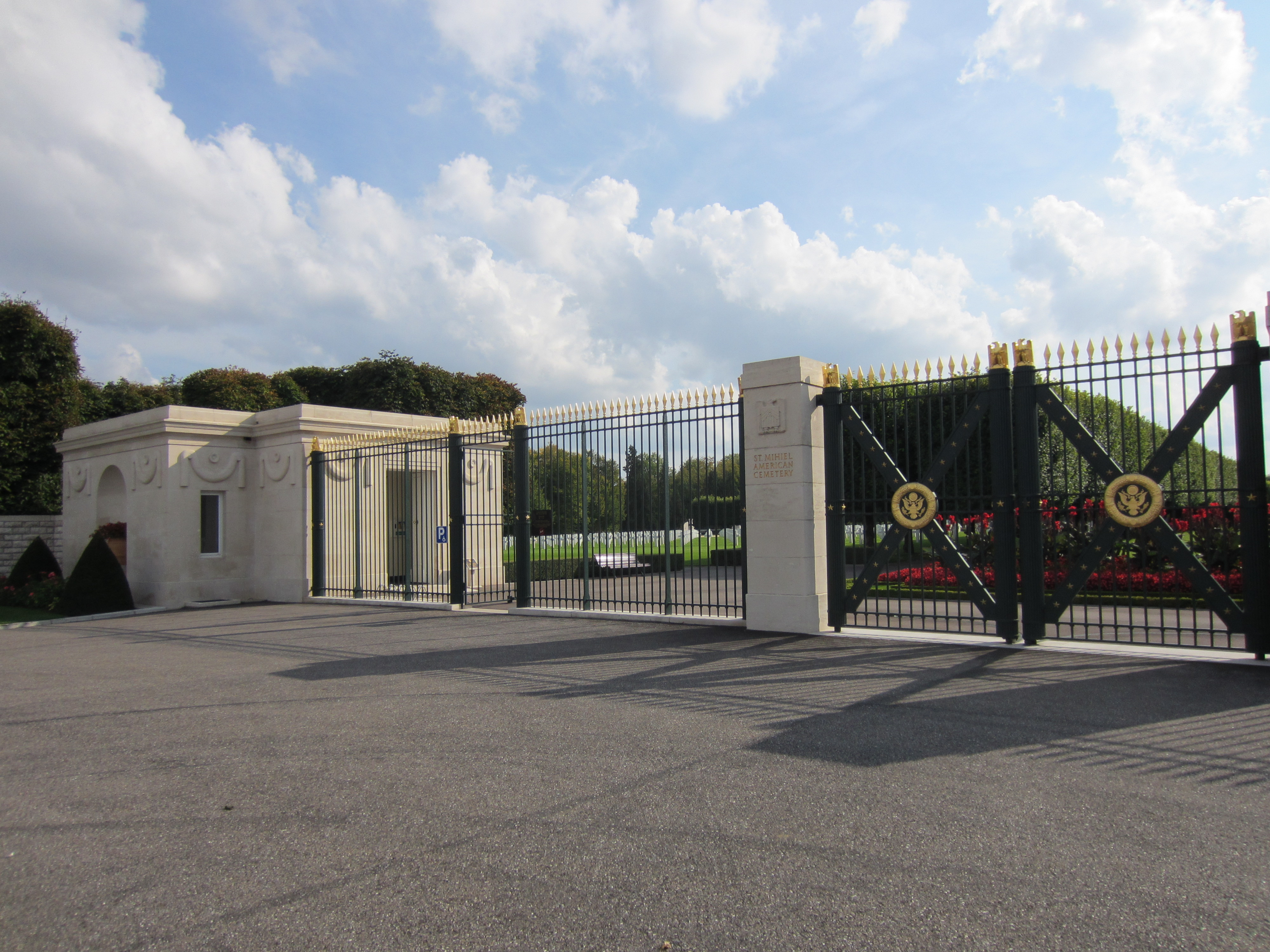
Cimetière militaire américain.

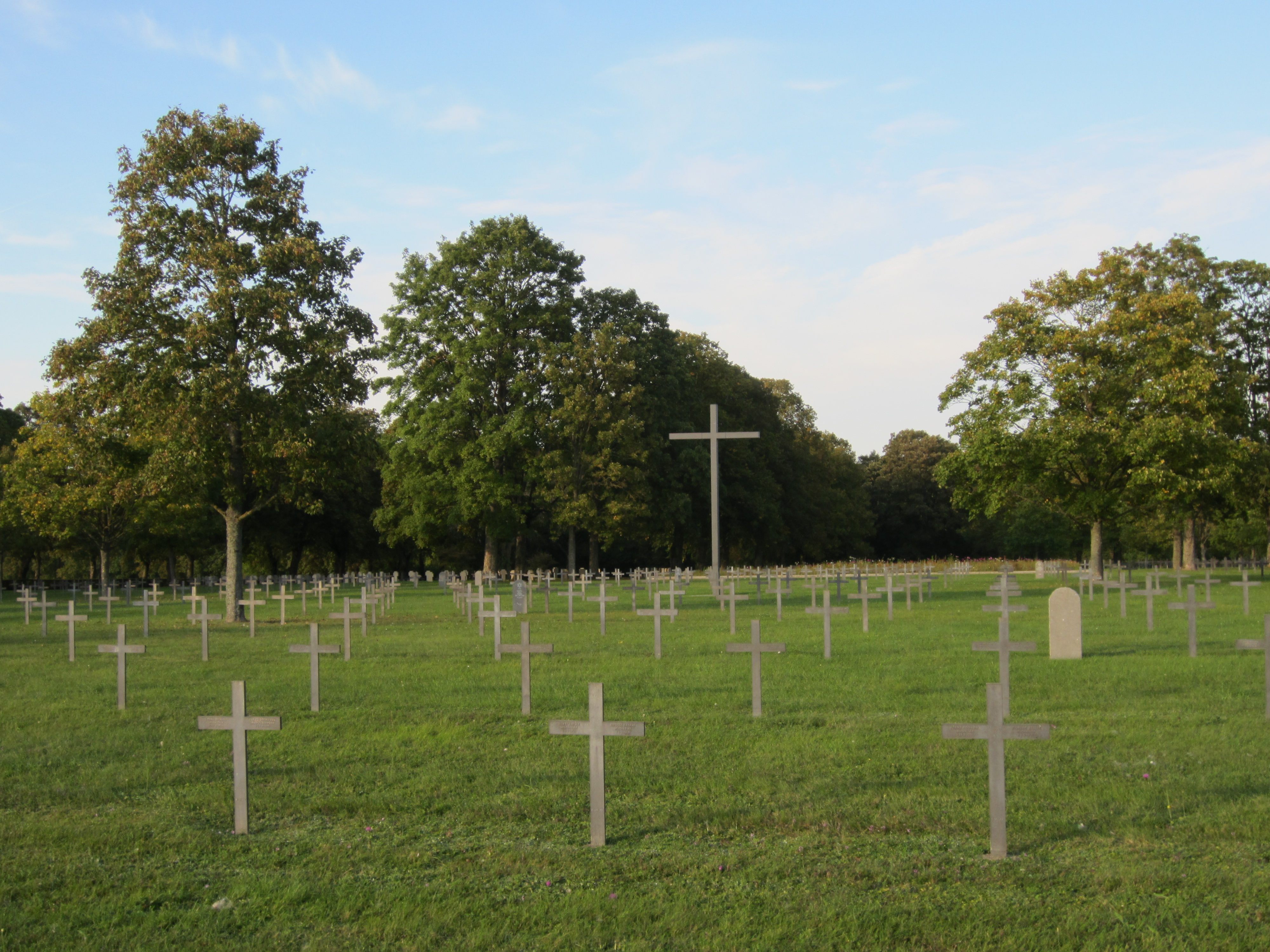
Cimetière militaire allemand.

Première ville française reconquise par les Américains de la 2th DIUS le 12 septembre 1918, après quatre années d'occupation par le corps bavarois, relativement paisibles, la ville perd beaucoup de ses enfants et de son âme antique pendant la Première Guerre mondiale et en particulier lors des bombardements de libération. À une population de veuves asservies, affamées par les réquisitions, parvient pendant de longs mois le sourd grondement et les éclairs nocturnes des combats du Bois-le-Prêtre, des tranchées du front de Haye, puis de la bataille de Verdun.
Relevée de ses ruines vers 1920, elle a perdu en particulier tout ce qui faisait son cachet de petite ville d'ancien Régime : ses maisons des XVe, XVIe et XVIIe siècles. L'église paroissiale, reconstruite en 1732 n'a plus de clocher, dynamité par le libérateur, le couvent des Capucins (1708) a perdu son église, le pont de 1552 a sauté et bien des hôtels particuliers de la belle époque du bailliage sont à bas, par exemple la « maison du Fort » avec sa tourelle-escalier, sous le presbytère, qui a remplacé la tour féodale des Thiaucourt. On rétablit cependant la ligne du Thiaucourt-Toul, le « tacot » ou « tortillard » mais pour peu de temps, en évitant le viaduc ferroviaire de Bouillonville, supprimé lui aussi pour des causes économiques. Le territoire et le nom du village martyre de Regniéville est aujourd'hui adjoint à celui de Thiaucourt, pour que jamais ces événements tragiques ne soient oubliés.
Thiaucourt, gardien de 35 000 tombes de toutes nationalités est aujourd'hui une des plus grandes nécropoles militaires de France.
Le 9 novembre 1925, Albert Lebrun et l'ambassadeur américain Herrick inaugurent le cimetière américain de Thiaucourt.

### Aujourd'hui
Le chef-lieu de canton, frappé par les mutations économiques (dont le départ de son ancienne fromagerie ou la fermeture définitive de sa gare SNCF), occupe cependant une position centrale dans le parc naturel régional, au cœur de la vallée du Rupt-de-Mad, rivière poissonneuse et coulée verdoyante dont le potentiel de développement est encore méconnu.
Gageons que l'immigration récente d'une population rajeunie où subsistent çà et là des alliances à quelques familles de souche, saura débanaliser les attraits notamment touristiques encore inexploités du Pays thiaucourtois, sans renier au contraire certains des atouts qui ont marqué une histoire honorable.[style à revoir]

### La famille de Thiaucourt[19]
Aux temps féodaux, il a existé dans l'entourage des souverains lorrains (abbayes, évêchés de Metz et de Verdun, comtes et ducs de Bar, ducs de Lorraine…) une dynastie de prélats et grands officiers qui a porté le nom du bourg dont elle est issue. Il n'est pas facile de savoir si et comment elle se rattache à cette famille.
On trouve les premières apparitions de l'antique famille de Thiaucourt dans les archives de l’abbaye de Saint-Benoît-en-Woëvre. Elles désignent une famille de possédants introduite dès le XIIe siècle mais auprès des bénédictins de Gorze. Ses cadets, les clercs, profitent largement des cures et archiprêtrises de la région puis des prébendes canoniales des cathédrales de Metz et Verdun. L’un d’eux, Alard, chantre de la cathédrale de Metz, protagoniste de certaines querelles entre la curie épiscopale et l’édilité messine, obtient même l’appui intéressé des papes d’Avignon.
Les XIIIe-XIVe siècles trouvent cette fois les aînés des Thiaucourt, les laïcs, trustant les emplois de prévôts dans les châtellenies barroises de la Woêvre (Trognon-Heudicourt, Lachaussée, Étain…) et dans l’office de maire féodal ou d'échevin de Thiaucourt. Les registres de la chambre des comptes de Bar égrainent ainsi les actes gestionnaires des cousins, oncles et neveux du clan qui se succèdent dans les emplois, au cœur des conflits sanglants qui mettent alors aux prises les principautés de l’Est. En 1393, l’un d’eux est gratifié, pour services rendus, d’un des premiers anoblissements du Barrois. Son tombeau, le représentant en grand harnois de chevalier, est visible jusqu'à la Révolution dans l'ancienne chapelle paroissiale de Prény.
Les ravages de la seconde moitié du XIVe siècle mettent à mal la famille et un patrimoine foncier réparti entre différents villages proches dont le plus beau symbole constitue la tour féodale appuyée contre l’aître et le fort de Thiaucourt. Au service des politiques ducales, vers le milieu du XVe, les deux grandes branches familiales sont amenées à quitter définitivement le berceau du Pays thiaucourtois pour suivre les dynasties souveraines successives dans leurs pérégrinations : guerres de Metz, bataille de Bulgnéville aux côtés du Roi René, siège puis victoire de Nancy (1477), expéditions italiennes des ducs angevins, etc.
La reconnaissance de René II est à la hauteur du zèle indéfectible de cette caste des « grands lévriers de Bar »: les deux derniers Thiaucourt, père et fils, ont des postes de responsabilité importants dans la capitale barroise, alors siège habituel de la cour. Le père est conseiller du duc. Le fils devient capitaine de la place de Bar et de diverses autres forteresses, puis maréchal de l’artillerie ducale. Au milieu du XVIe siècle, le dernier Thiaucourt, un bâtard légitimé, évolue encore dans le cercle étroit de la domesticité du duc Antoine et, symbole de cette proximité physique, porte un sobriquet révélateur : « le bâtard de la chambre ». Mahaut d’Apremont, cousine des Thiaucourt, recueillera finalement l’ensemble des pièces de l’héritage, délaissées par les derniers rejetons de la famille, les filles, mariées à des nobles lorrains ou nanties de crosses abbatiales.
Quelques regards furtifs sur quelques faits qui les concernent montrent le type d'emploi tenu par les Thiaucourt dans l'histoire ducale, au hasard.
1134, les premières aumônes de la famille aux cisterciens de Saint-Benoît-en-Woêvre.
Vers 1290, sur les bords de l’étang de Lachaussée, les écuyers de Haumont et les premiers Thiaucourt partagent leurs bois et leurs terres avec les cisterciens de Saint-Benoît…
Le 2 mai 1350, le seigneur de Bouillonville, maître Alard de Thiaucourt, aumônier de l’abbaye de Gorze, en son confortable hôtel de Metz, relit un courrier, scellé du pape d’Avignon, le désignant chantre de la cathédrale…
La nuit du 18 mars 1373 à Thiaucourt, banquet à la table du maire et du prévôt, tous les deux membres de la famille de Thiaucourt, accueillant le duc Robert de Bar en personne dans leur donjon du fort, de retour d’une expédition avec 80 chevaliers et écuyers…
À l’heure des vêpres en ce 10 décembre 1395, sous la halle de Thiaucourt, voici l’assemblée bourgeoise, négociant un emprunt faramineux avec un usurier messin pour subvenir aux subsides que le duc est venu en personne leur soutirer quelques jours avant.
Pouffons de rire, cependant, spectateurs des vendanges de 1415, face au « Gros Collignon de Thiaucourt », ce rentier dévot à l’allure bizarre, une figure locale, scrutant au pressoir banal le comptage des tandelins recueillis dans sa vigne de la Clouyère…
Et puis, nous voici sur les murailles du château de Bar-le-Duc, en 1492, en compagnie du sire Didier de Thiaucourt, capitaine de la place, le futur maréchal de l’artillerie de René II, ajustant le tir d’une bombarde…
Partageons aussi les secrets de famille des palais ducaux de Bar et de Nancy, devant la cheminée de la grande salle du château de Rembercourt, en 1531, avec le bâtard de Thiaucourt, valet de chambre du duc Antoine…
Les Thiaucourt sont mêlés personnellement à bien d’autres événements encore, souvent dramatiques. Les archives qui portent leur griffe sont trop souvent en liens avec les malheurs de la guerre, les réquisitions et « la grande peste de 1348 » qui envoie à la fosse pas loin de la moitié des habitants de Thiaucourt, Pannes, Xammes, Béney, Bouillonville…

## Politique et administration

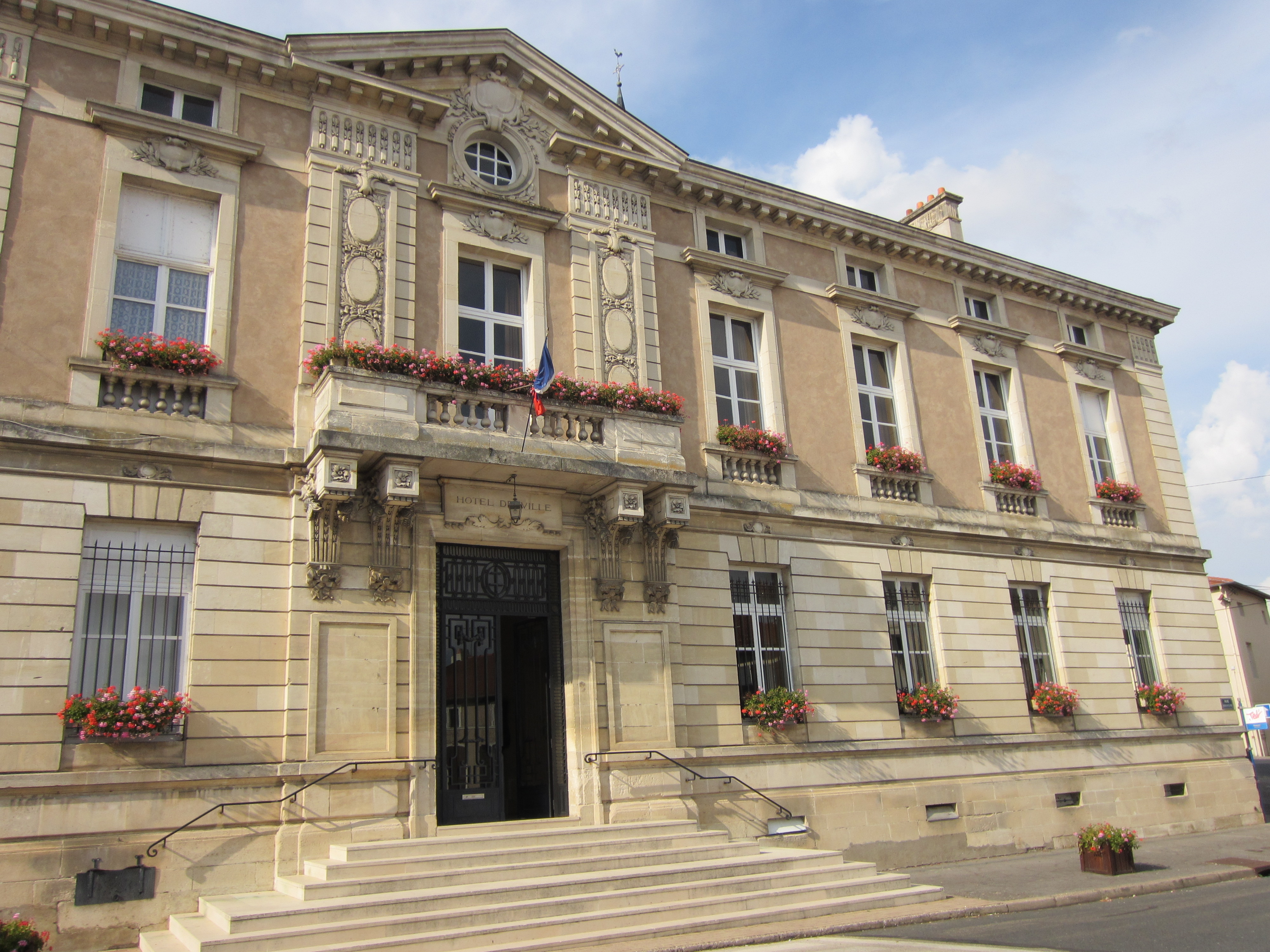
La mairie.

- Le 1er octobre 1942, Thiaucourt absorbe Regniéville (code INSEE : 54448)[20]
- Le 22 décembre 1962, Thiaucourt devient Thiaucourt-Regniéville[20]

| Période                                  | Période   | Identité                       | Étiquette | Qualité |
| ---------------------------------------- | --------- | ------------------------------ | --------- | --- |
| Les données manquantes sont à compléter. |           |                                |           | |
|                                          |           | Claude Forel                   |           | Propriétaire, négociant                                                                                        |
|                                          |           | Louis François Théodore Rollet |           | |
|                                          | 1906      | Henri Marquis                  | GR        | Propriétaire et avocat Sénateur (1883-1906) Conseiller général du canton de Thiaucourt-Regniéville (1873-1892) |
| 1965                                     | 1989      | Maurice Chaupré                | DVD       | Conseiller Général du Canton de Thiaucourt (1979-1992)                                                         |
| mars 1989                                | mars 2014 | Jean-Louis Cossin              | DVD       | Conseiller général du canton de Thiaucourt-Regniéville (1992-2004)                                             |
| mars 2014                                | mai 2020  | Jean-Claude Dotte              | DVD       | Suppléant au Conseil départemental (depuis 2015)                                                               |
| mai 2020                                 | En cours  | Margaret Dumont                |           | |

## Population et société

### Démographie
L'évolution du nombre d'habitants est connue à travers les recensements de la population effectués dans la commune depuis 1793. Pour les communes de moins de 10 000 habitants, une enquête de recensement portant sur toute la population est réalisée tous les cinq ans, les populations de référence des années intermédiaires étant quant à elles estimées par interpolation ou extrapolation. Pour la commune, le premier recensement exhaustif entrant dans le cadre du nouveau dispositif a été réalisé en 2006.

En 2022, la commune comptait 1 120 habitants, en évolution de −0,97 % par rapport à 2016 (Meurthe-et-Moselle : −0,13 %, France hors Mayotte : +2,11 %).
| 1793  | 1800  | 1806  | 1821  | 1831  | 1836  | 1841  | 1846  | 1851  |
| ----- | ----- | ----- | ----- | ----- | ----- | ----- | ----- | ----- |
| 1 044 | 1 133 | 1 156 | 1 244 | 1 367 | 1 589 | 1 657 | 1 697 | 1 869 |

| 1856  | 1861  | 1872  | 1876  | 1881  | 1886  | 1891  | 1896  | 1901  |
| ----- | ----- | ----- | ----- | ----- | ----- | ----- | ----- | ----- |
| 1 642 | 1 610 | 1 402 | 1 385 | 1 460 | 1 474 | 1 424 | 1 265 | 1 231 |

| 1906  | 1911  | 1921 | 1926  | 1931  | 1936 | 1946  | 1954  | 1962  |
| ----- | ----- | ---- | ----- | ----- | ---- | ----- | ----- | ----- |
| 1 207 | 1 064 | 830  | 1 171 | 1 047 | 989  | 1 051 | 1 128 | 1 132 |

| 1968  | 1975  | 1982  | 1990  | 1999  | 2006  | 2011  | 2016  | 2021  |
| ----- | ----- | ----- | ----- | ----- | ----- | ----- | ----- | ----- |
| 1 093 | 1 078 | 1 106 | 1 054 | 1 039 | 1 180 | 1 268 | 1 131 | 1 117 |

| 2022  | - | - | - | - | - | - | - | - |
| ----- | - | - | - | - | - | - | - | - |
| 1 120 | - | - | - | - | - | - | - | - |

## Économie

### Secteur primaire ouAgriculture
Le secteur primaire comprend, outre les exploitations agricoles et les élevages, les établissements liés à l’exploitation de la forêt et les pêcheurs.D'après le recensement agricole 2010 du Ministère de l'agriculture (Agreste), la commune de Thiaucourt-Regniéville était majoritairement orientée sur la production de céréales et d'oléagineux sur une surface agricole utilisée d'environ 710 hectares (au delà de la surface cultivable communale) en augmentation depuis 1988 - Le cheptel en unité de gros bétail s'est maintenu de 85 à 81 entre 1988 et 2010. Il n'y avait plus que 5 exploitations agricoles ayant leur siège dans la commune employant 7 unités de travail.

## Culture locale et patrimoine

### Lieux et monuments

#### Édifices civils
- Cimetière américain de 1914-1918, inauguré par Albert Lebrun et l'ambassadeur Herrick le dimanche 8 novembre 1925 (4 153 sépultures dont 117 tombes de soldats inconnus). Cet édifice est inscrit au titre des monuments historiques par arrêté du 28 décembre 2017[27].
- Cimetière allemand de 1870 et de 1914-1918 (11 685 tombes).

- Substructions gallo-romaines en plusieurs points de la commune.
- Nombreuses demeures XVIIIe siècle.
- Lavoir monumental XIXe siècle.
- Ruines du village de Regniéville.
- Viaduc de Jaulny de la LGV Est Européenne.

#### Édifices religieux
.

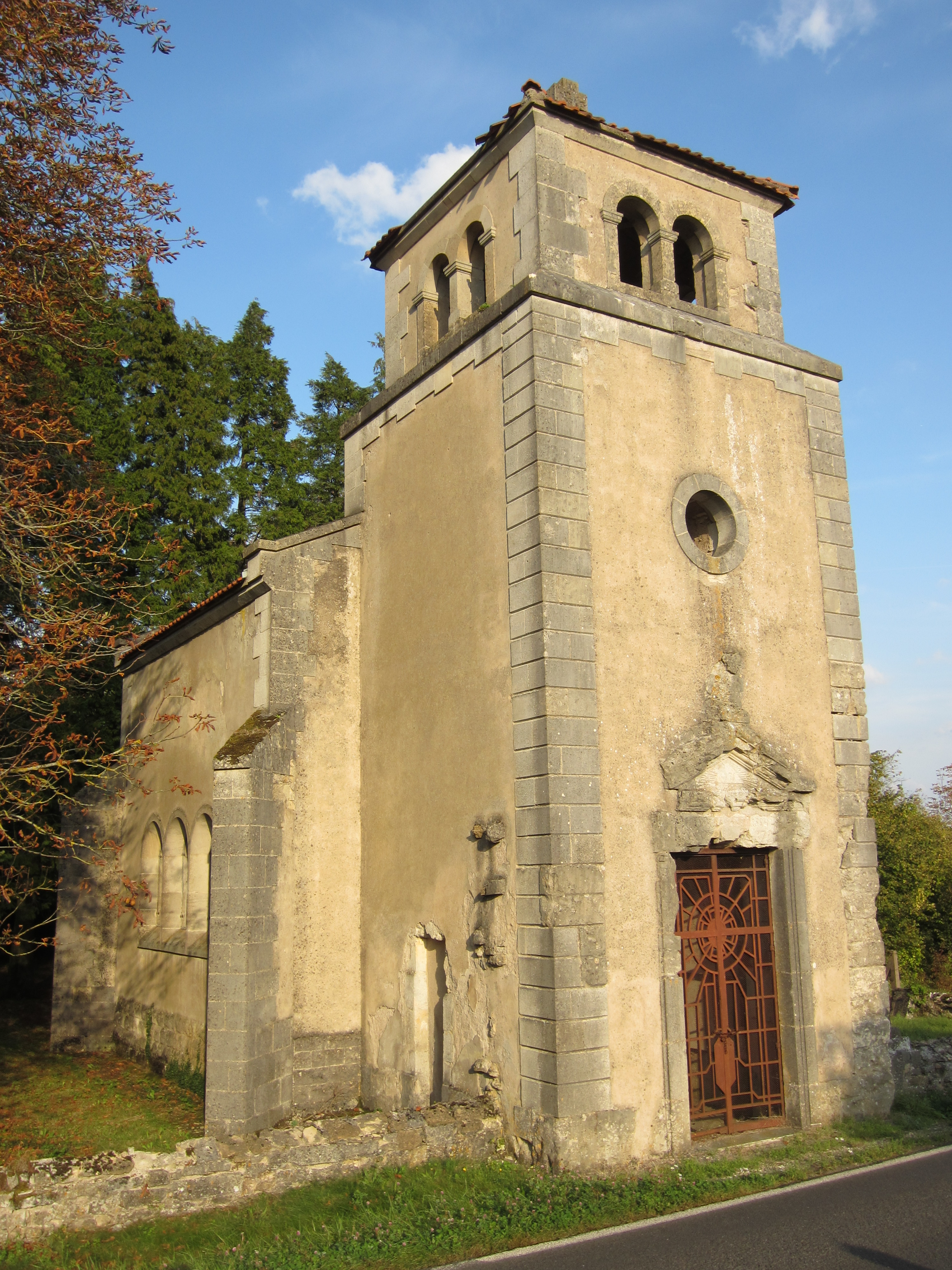
Chapelle de Regniéville.

- Église Saint-Rémi, reconstruite après 1918.
- Vestiges de l'ancien couvent des capucins, XVIIIe siècle.
- Chapelle de Regniéville, construite sur les ruines de l'ancienne église du village.

### Éducation
La commune compte plusieurs établissements :
- Le collège Ferdinand-Buisson.

### Équipements culturels
- Musée du costume militaire : inauguré en 1988 par le général Bigeard député de la circonscription, il présente 50 ans de costumes d'époque des armées françaises, américaines et allemandes de la première moitié du XXe ; pièces rares ou insolites ; évocation des combats de 1914-1918, reconstitution d'une tranchée.

### Équipements sportifs
Thiaucourt compte plusieurs associations sportives dont :
- Le ralliement[28], club de tir sportif

### Personnalités liées à la commune
- Pays de naissance de plusieurs généraux :
  - Jean-François Thierry (1735-1807), général des armées de la République.
  - Justin Clinchant, né à Thiaucourt le 21 décembre 1820, décédé à Paris en 1881 - général français du Second Empire et de la 3e République
  - François Louis Mengin, né à Thiaucourt le 15 septembre 1815, décédé à Nancy le 3 janvier 1889 - général de brigade d'artillerie
  - René Xhaard, général de corps d'armée, né à Thiaucourt le 23 janvier 1922 et décédé à Bar-sur-Aube le 30 janvier 2011.
- Émile Goussot (1862-1930), homme politique, député de la Seine de 1889 à 1902.
- Henry Poulet (1874-1941), né à Thiaucourt, conseiller d'État, préfet du Haut-Rhin de 1918 à 1920, chef de cabinet du président de la République et auteur de plusieurs études sur l'histoire de Thiaucourt au XVIIIe siècle.
- Ernst Jünger qui relate dans son ouvrage Orages d'acier  le coup de main qu'il effectue sur le village de Regniéville le 23 septembre 1917.
- Denis Jacquat homme politique né en 1944 à Thiaucourt, député de Moselle.

### Héraldique, logotype et devise
| Blason de Thiaucourt-Regniéville | Blason  | Écartelé aux 1 - 4 d'azur semé de croix recroisetées au pied fiché d'or, à deux bars adossés de même ; aux 2 - 3 d'argent à une grappe de raisin de pourpre feuillée et tigée de sinople, au chef d'or chargé d'un tau de sable. Devise« magnitudine brachii sui » (dans la puissance de son bras). |
| Blason de Thiaucourt-Regniéville | Détails | Les quartiers 1 et 4 sont les armes du Barrois, auquel appartenait Thiaucourt; et les raisins symbolisent le vignoble de Thiaucourt avec le crû fameux du Fer à Cheval. Lapaix lui donne un blason d'azur à la tour d'argent crénelée et maçonnée de sable flanquée de deux bars d'or. Un cachet de la ville a utilisé ce blason en 1782. Durant la première guerre mondiale, plusieurs villages, comme Regniéville ont complètement disparu. C'est en souvenir de cette tragédie que la ville prit le nom de Thiaucourt Regniéville le 27 mars 1961 Ces armes furent accordées à Thiaucourt par Charles III en 1582. |